# (42355) Typhon
(42355) Typhon – planetoida z grupy centaurów. Do czasu nadania nazwy własnej planetoida miała oznaczenie prowizoryczne: 2002 CR46.

## Odkrycie
Planetoida została odkryta w programie NEAT 5 lutego 2002 roku.
Jej nazwa pochodzi od Tyfona z mitologii greckiej.

## Orbita
Orbita (42355) Typhona nachylona jest do płaszczyzny ekliptyki pod kątem 2,43°. Na jeden obieg wokół Słońca ciało to potrzebuje około 236,7 lat, krążąc w średniej odległości 38,3 j.a. od Słońca.

## Właściwości fizyczne
Typhon ma średnicę ok. 162 km. Jego albedo wynosi ok. 0,044, a jasność absolutna to 7,5m. Jego okres obrotu wokół własnej osi wynosi 9,67 godziny.

## Księżyc asteroidy
15 lutego 2006 roku Keith S. Noll, Harold F. Levison, W. M. Grundy oraz Denise C. Stephens odkryli w towarzystwie Typhona obecność księżyca. Odkrycia dokonano za pomocą teleskopu Hubble’a. Średnica księżyca szacowana jest na 89±6 km. Orbituje on w odległości ok. 1580 km od planetoidy, a okres obiegu to około 19 dni.
Tego naturalnego satelitę Typhona nazwano Echidna.